# Steffen Maus
Steffen Maus (* 1968–2024) war ein deutscher Autor und Journalist, der sich auf Wein spezialisiert hatte.

## Leben
Maus wuchs in Bad Kreuznach auf. Sein Chemiestudium schloss er mit Diplom am Max-Planck-Institut für Polymerforschung in Mainz ab, wo er im Februar 1997 promoviert wurde. 1998 ging er für ein Jahr nach Großbritannien, um in der Marketingagentur des deutschen Weininstitutes in London eine Lehre zu absolvieren. Daran schloss sich ein einjähriges Volontariat in der Toskana bei der Wein-Fachzeitschrift Merum an. 
Seit dem Jahr 2000 hat er für Fachzeitschriften als Italien-Fachmann gearbeitet. Steffen Maus gab Seminare über Wein, unter anderem an der Forschungsanstalt Geisenheim. Neben Italien zählten Deutschland und Südafrika zu seinen Schwerpunkten. Er hat mehrere Bücher über Wein veröffentlicht, resp. daran mitgearbeitet, darunter „Italiens Weinwelten“ im März 2011. Maus lebte in der Nähe von Frankfurt am Main. Maus verstarb am 4. September 2024 bei einem Unfall.

## Werke
- Gault Millau Weinführer Deutschland 2006, 2007, 2008, 2009, Christian-Verlag, München (Autor der Region Baden).
- Toskana. Die 100 besten Weingüter. Mondo, Heidelberg 2003, ISBN 3-7742-6280-2 (mit Gerhard Eichelmann).
- (Hrsg.): Italiens Weinwelten. Wein, Vino, Wine. Kornmayer, Rödermark 2013, ISBN 978-3-942051-18-7.